# 704
Раннє Середньовіччя. Триває чума Юстиніана. У Східній Римській імперії триває правління Тиберія III. Більшу частину території Італії займає Лангобардське королівство, деякі області належать Візантії. Франкське королівство розділене між правителями з династії Меровінгів. Іберію займає Вестготське королівство. В Англії триває період гептархії. Авари та слов'яни утвердилися на Балканах. Центр Аварського каганату лежить у Паннонії. Існують слов'янські держави: Карантанія та Перше Болгарське царство.
Омеядський халіфат займає Аравійський півострів, Сирію, Палестину, Персію, Єгипет, Північну Африку. У Китаї править Друга династія Чжоу. Індія роздроблена. В Японії триває період Ямато. Хазарський каганат підпорядкував собі кочові народи на великій степовій території між Азовським морем та Аралом. Відновився Тюркський каганат.
На території лісостепової України в VIII столітті виділяють пеньківську й корчацьку археологічні культури. У VIII столітті продовжилося швидке розселення слов'ян. У Північному Причорномор'ї співіснують різні кочові племена, зокрема булгари, хозари, алани, авари, тюрки, кримські готи.

## Події
- Арабські війська придушили повстання у Вірменії.
- Іраклій, брат візантійського василевса Тиберія III, завдав поразки арабам біля міста Козан (південь сучасної Туреччини).
- Скинутий візантійський василевс Юстиніан II утік із Херсонеса, куди його відправили в заслання, до хозарів. Хозарський каган віддав за нього свою доньку, однак потім каган вирішив віддати його візантійцям, і Юстиніан утік до булгар на Дунай.